# Mariakirken
 Ikke at forveksle med Mariakirken (Oslo).
Mariakirken ligger på Istedgade på Vesterbro i København.
Kirken blev indviet 31. maj 1909 og er tegnet af Andreas Clemmensen. Da den blev indviet havde den 1050 siddepladser, men den er senere blevet bygget om således at der i dag er 500 siddepladser.
Mariakirken er hjemsted for Mariatjenesten, der tilbyder hjælp, støtte og vejledning til særligt migranter, stofbrugere, prostituerede, hjemløse og psykisk syge.
Mariakirken er kendetegnet af socialt engagement og forankring i lokalområdet. Kirken ser og forholder sig til den nød, der findes lige uden for kirkens dør.

## Billeder
- Forside.
- Indgang.

## Eksterne kilder og henvisninger
- Wikimedia Commons har flere filer relateret til Mariakirken
- Mariakirken Arkiveret 31. januar 2011 hos  Wayback Machine hos nordenskirker.dk
- Mariakirken hos KortTilKirken.dk